# ويليام دي كروي

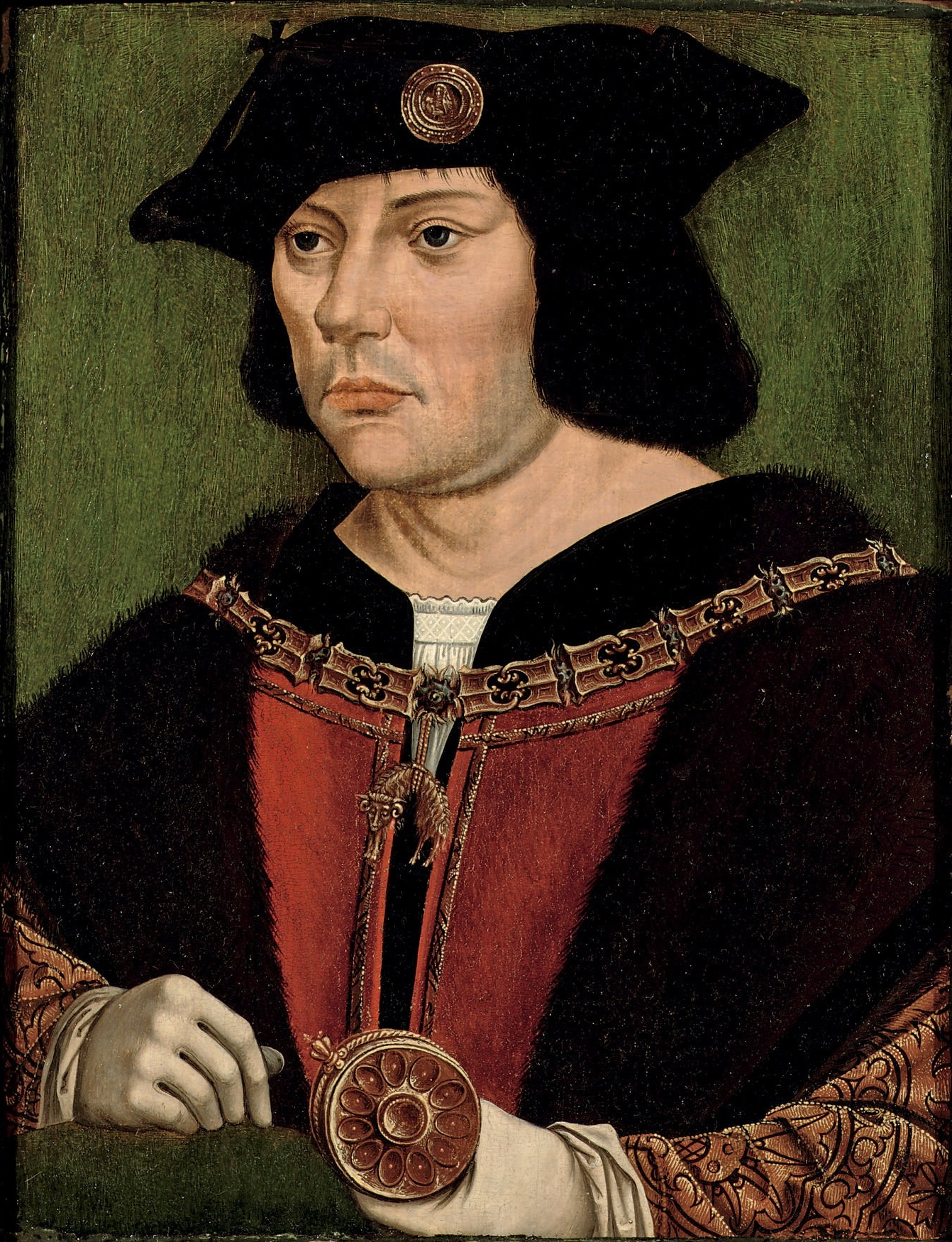
صورة شخصية لويليام، دائرة Quentin Matsys

شعار ويليام دي كروي

ويليام الثاني دي كروي، لورد Chièvres ببلجيكا ‏ (1458 – 28 مايو 1521) (أيضاً يعرف باسم: Guillaume II de Croÿ, sieur de Chièvres بالفرنسية، Guillermo II de Croÿ, señor de Chièvres، Xevres أو Xebres بالإسبانية، Willem II van Croÿ, heer van Chièvres بالهولندية) (فيما بعد Duke of Sora وArce، بارون روكاكوجليلما (الثلاثة في مملكة نابولي، الآن في مقاطعة فروسينون)، أول كونت في Beaumont، أول مركيز في Aarschot، لورد Temse) كان رئيس المعلمين وأول تشارلمين لكارلوس الخامس.